# Lice s ožiljkom (1983.)
Lice s ožiljkom (eng. Scarface)  je američki film iz 1983. kojeg je režirao Brian de Palma, dok je priču napisao Oliver Stone. Film prati uspon i pad gangstera Tonyja Montane koji kao siromašni kubanski imigrant dolazi u Floridu i počinje graditi kriminalnu karijeru polako preuzimajući lokalnu trgovinu drogom. Kao inspiracija poslužio je istoimeni film iz 1932. baziran na životu Ala Caponea, zloglasnog američkog gangstera koji je imao nadimak Scarface.
Film je stekao veliku popularnost i postao elementom pop kulture. Njegovi dijelovi često se parodiraju i spominju u drugim filmovima, serijama i pjesmama; posebno je popularan među pripadnicima gangsta rap supkulture. Serija videoigara Grand Theft Auto također je inspirirana filmom i sadrži brojne reference na lik Tonyja. Godine 2006. izašla je videoigra Scarface: The World is Yours.

## Uloge
- Al Pacino - Tony Montana
- Steven Bauer - Manny Ray
- Michelle Pfeiffer - Elvira
- Mary Elizabeth Mastrantonio - Gina
- Robert Loggia - Frank Lopez
- Miriam Colon - Mama Montana
- F. Murray Abraham - Omar Suarez
- Paul Shenar - Alejandro Sosa
- Harris Yulin - Mel Bernstein
- Ángel Salazar - Chi Chi
- Arnaldo Santana - Ernie
- Pepe Serna - Angel
- Michael P. Moran - Nick The Pig
- Al Israel - Hector The Toad
- Mark Margolis – Alberto

## Radnja
Godine 1980. mladi kubanski kriminalac Tony Montana (Pacino), zajedno s tisućama sunarodnjaka, dolazi u Floridu, u sklopu velikog progona nepoželjnih članova društva koji je organizirale Castrova komunistička vlast. Zajedno sa svojim prijateljima iz zatvora i kriminalnim partnerom Mannyjem Rayom (Bauer) nađe se u izbjegličkom kampu, gdje ih američke vlasti drže dok se ne dogovore što će s njima. Tamo ih kontaktira Frank Lopez (Loggia), lokalni distributer droge, i u zamjenu za zelene karte traži od njih da ubiju jednog komunista koji je također protjeran i zatvoren s njima.
Dobivši dozvole počinju raditi običan posao, ali nezadovoljni time prihvaćaju ponudu Lopezovog pomoćnika za obavljanje trgovine drogom. U hotelu u Miamiju se sastaju s Kolumbijcima koji ih pokušaju prevariti pa dolazi do sukoba u kojemu zarobljavaju Tonyja i njegovog suradnika. Tony je prisiljen gledati kako njegovog kolegu živoga režu motornom pilom, a njega od iste sudbine spašava Manny koji upada i ubija Kolumbijce. Tony osobno odnosi novac i kokain Lopezu, koji ga odmah zapošljava; tada opaža i poslodavčevu djevojku Elviru. Tijekom idućih mjeseci Tony brzo napreduje u kriminalnoj hijerarhiji obavljajući razne prljave poslove.  Kontaktira i svoju sestru, Ginu, kojoj želi pomoći i zaštititi je od kriminalnih krugova u kojima se i sam kreće, no ona se iza njegovih leđa počne viđati s Mannyjem.
Na putu u Boliviju, gdje dogovara trgovinu drogom s Alejandrom Sosom (Shenar), lokalnim moćnikom, Tony počinje djelovati samostalno zanemarujući Lopezov autoritet. Uskoro dolazi u sukob s bivšim poslodavcem koji ga pokuša ubiti. Izvukavši se živ iz napada, odlazi kod Lopeza te ubija njega i njegovog korumpiranog policijskog suradnika. Tony preuzima Lopezov posao, kao i većinu trgovine drogom u Miamiju. Ženi se Elvirom i živi vrlo raskošno, no uskoro postaje ovisan o drogi što narušava njegov odnos sa ženom, koja također postaje ovisnica. Manny se također sve više udaljava od njega, baveći se vlastitim poslovima i upuštajući se u vezu s Ginom, prema kojoj Tony također gaji više od bratskih osjećaja.
Zapavši u probleme sa zakonom oko svojeg ilegalnog posla, Tony se spašava od dugogodišnjeg zatvora samo zahvaljujući intervenciji Sose koji ima veza na visokim položajima u SAD-u. Uskoro se rastaje od Elvire nakon žestoke svađe u restoranu; postaje vidljivo da je Tonyjevo psihičko stanje narušeno. U zamjenu za Sosinu uslugu mora pomoći u ubojstvu bolivijskog novinara koji se u SAD-u sprema otkriti šokantne podatke o korupciji u svojoj zemlji. Automobilom vozi bolivijskog egzekutora koji će obaviti ubojstvo aktiviranjem bombe postavljane u novinarov automobil.  No, vidjevši da u su u tom automobilu i njegova žena i djeca, Tony se predomišlja i ubija Sosinog čovjeka; zbog toga se nađe u sukobu s moćnim Bolivijcem.
U stanju ludila Tony odlazi kod sestre; šokiravši se nakon što mu je Manny otvorio vrata njezine kuće - ubija ga - dok mu Gina objašnjava da su se upravo vjenčali. Tony odlazi kući i uzima kokain. U stanju narkoze ne primjećuje da mu kuću napada prava vojska Sosinih ubojica koja tiho eliminira sve njegove čuvare. U Tonyjevom uredu se pojavljuje Gina koja ga, histerična i polugola, provocira oko njegovih incestuoznih osjećaja prije nego uzme pištolj i upuca ga u nogu. Istovremeno se s uredskog balkona pojavljuje jedan od napadača koji je ubija vidjevši da drži pištolj. Omamljeni Tony sada dolazi svijesti i ubija napadača. "Oprostivši" se s već mrtvom sestrom, uzima pušku i suočava se s ostatkom Sosine vojske, koja je već pobila sve njegove ljude. U luđačkoj borbi Tony ubija puno Sosinih ljudi i potpuno demolira kuću, no brojčano nadmoćni napadači ga ipak svladaju: vođa napada ga pogađa s leđa te smrtno ranjeni Tony pada sa stepeništa u bazen, tako da mu se globus s natpisom The world is yours nalazi iznad tijela.

## Produkcija i kontroverze
Za vrijeme stvaranja filma Oliver Stone se borio s vlastitom ovisnošću o kokainu. Također, za vrijeme pisanja scenarija, kontaktirao je policiju Miamija i neke njihove stvarne slučajeve ukomponirao u priču, primjerice komadanje motornom pilom. Oko lika Tonyja su također nastale kontroverze: neki su vjerovali da je baziran na zloglasnom kolumbijskom trgovcu drogom, Pablu Escobaru, drugi da je uzor bio američki profesionalni hrvač iz sedamdesetih; Stone je u jednom intervjuu priznao da je prezime glavnog lika uzeo od svojeg omiljenog igrača američkog nogometa, Joea Montane.
U početku je bilo predviđeno da se film snima na Floridi, ali tamošnja kubanska zajednica se protivila načinu kako su prikazani u filmu, kao kriminalci i trgovci drogom. Neki njihovi vođe su tražili i da se u film uklope kritike na račun Castrovog režima, što je na kraju odbijeno. Zbog tih nesuglasica, neki članovi ekipe koja je radila na filmu dobivali su prijetnje; kako bi se izbjegla opasnost, većina scena snimljena je u Los Angelesu. Film ipak sadrži scene gdje se Tonyjevi sunarodnjaci zgražaju nad njegovim akcijama.
Film obiluje scenama nasilja i vulgarizmima. Tijekom osamdesetih držao je rekord po količini upotrebe riječi fuck koja se u raznim varijantama izgovara oko 200 puta. Godine 2006. na Internetu se pojavio kratki film naslova Scarface (Short Version) koji se sastoji isključivo od scena u kojim se izgovara fuck; traje oko minutu i pol.

## Vanjske poveznice
- Lice s ožiljkom u internetskoj bazi filmova IMDb-a
- Scarface1983.com
- Scarface Movie Soundboard  Arhivirana inačica izvorne stranice od 1. studenoga 2006. (Wayback Machine)